# Sardoal
O Sardoal é uma vila portuguesa pertencente ao distrito de Santarém, na província do Ribatejo, Integrando a região do Oeste e Vale do Tejo e a NUT3 do Médio Tejo.
É sede do pequeno município do Sardoal com 92,15 km² de área e 3.625 habitantes (2013), subdividido em 4 freguesias. O município é limitado a norte pelo município de Vila de Rei, a leste pelo de Mação e a sul e oeste pelo de Abrantes.

## História
Perdem-se, na bruma do tempo, as origens da vila de Sardoal e não são conhecidas memórias que, por escrito ou tradição, possam informar dos seus princípios.
O documento mais antigo existente no Arquivo Municipal é uma Carta da Rainha Santa Isabel, datada de 1313. É da tradição que o Sardoal teve o seu primeiro foral, dado por esta rainha, no mesmo ano de 1313, facto do qual não há evidência histórica. 
D. João III elevou a povoação de Sardoal à categoria de Vila em 22 de setembro de 1531 e demarcou os seus limites territoriais, por carta de 10 de agosto de 1532.

## Freguesias

Freguesias do município do Sardoal.

O município do Sardoal está dividido em 4 freguesias:
- Alcaravela
- Santiago de Montalegre
- Sardoal
- Valhascos

## Património
O Sardoal possui um centro histórico que envolve e cativa ao primeiro olhar, onde na Primavera se pode assistir a um verdadeiro espectáculo de beleza e de cor, dado pelas flores que profusamente pendem dos muros e das varandas, legitimando o título de Vila Jardim, que ostenta há várias décadas.
Na Igreja da Misericórdia, o Portal Renascentista bem como o revestimento cerâmico no seu interior, do final do século XVII; na Igreja de Santa Maria da Caridade, a harmoniosa simplicidade do seu Claustro Franciscano e a sua Sacristia; e, na Igreja Matriz, o ex libris” do Sardoal, o notável políptico constituído pelos sete quadros do Mestre de Sardoal, obras a óleo sobre madeira de carvalho, documentando a melhor pintura portuguesa do Período Manuelino (na transição do Séc. XV par o Séc. XVII), reveladores da forte personalidade do artista no tratamento das figuras, nas dobragens dos panejamentos e nas intenções fisionómicas.
Ainda na Igreja Matriz, merecem a atenção, o Altar-Mor e os painéis cerâmicos, da autoria de Gabriel D’El Barco, datados de 1701.
Merece também atenção o Convento de Santa Maria da Caridade. Foi ampliado e reedificado em 1676, por iniciativa de D. Gaspar Barata de Mendonça, que foi o primeiro Arcebispo da Baía e Primaz do Brasil. As ruas e os largos empedrados são cheios de encanto, que lhe é conferido pelas suas simples mas tradicionais casas. Aí viveu Francisco Xavier de Almeida Pimenta, um dos pioneiros da vacinação em Portugal.

## Evolução da população do município
★ Os Recenseamentos Gerais da população portuguesa, regendo-se pelas orientações do Congresso Internacional de Estatística de Bruxelas de 1853, tiveram lugar a partir de 1864, encontrando-se disponíveis para consulta no site do Instituto Nacional de Estatística (INE). 

| Número de habitantes *                   | Número de habitantes * | Número de habitantes * | Número de habitantes * | Número de habitantes * | Número de habitantes * | Número de habitantes * | Número de habitantes * | Número de habitantes * | Número de habitantes * | Número de habitantes * | Número de habitantes * | Número de habitantes * | Número de habitantes * | Número de habitantes * | Número de habitantes * |
| ---------------------------------------- | ---------------------- | ---------------------- | ---------------------- | ---------------------- | ---------------------- | ---------------------- | ---------------------- | ---------------------- | ---------------------- | ---------------------- | ---------------------- | ---------------------- | ---------------------- | ---------------------- | ---------------------- |
| 1864                                     | 1878                   | 1890                   | 1900                   | 1911                   | 1920                   | 1930                   | 1940                   | 1950                   | 1960                   | 1970                   | 1981                   | 1991                   | 2001                   | 2011                   | 2021                   |
| 4 708                                    | 4 922                  | 5 219                  | 5 804                  | 6 401                  | 6 463                  | 6 863                  | 7 163                  | 7 073                  | 6 854                  | 5 550                  | 5 022                  | 4 430                  | 4 104                  | 3 939                  | 3 513                  |
| Número de habitantes por grupo etário ** |                        |                        |                        |                        |                        |                        |                        |                        |                        |                        |                        |                        |                        |                        |                        |
|                                          |                        |                        | 1900                   | 1911                   | 1920                   | 1930                   | 1940                   | 1950                   | 1960                   | 1970                   | 1981                   | 1991                   | 2001                   | 2011                   | 2021                   |
| 0-14 Anos                                | 0-14 Anos              | 0-14 Anos              | 2 056                  | 2 132                  | 2 167                  | 2 206                  | 2 270                  | 1 898                  | 1 778                  | 1 270                  | 1 006                  | 749                    | 568                    | 481                    | 306                    |
| 15-24 Anos                               | 15-24 Anos             | 15-24 Anos             | 922                    | 1 033                  | 1 080                  | 1 282                  | 1 184                  | 1 189                  | 1 070                  | 795                    | 768                    | 550                    | 511                    | 391                    | 320                    |
| 25-64 Anos                               | 25-64 Anos             | 25-64 Anos             | 2 380                  | 2 453                  | 2 621                  | 2 762                  | 2 771                  | 3 018                  | 3 151                  | 2 500                  | 2 211                  | 2 036                  | 1 889                  | 1 994                  | 1 749                  |
| = ou > 65 Anos                           | = ou > 65 Anos         | = ou > 65 Anos         | 415                    | 501                    | 509                    | 606                    | 669                    | 709                    | 855                    | 985                    | 1 037                  | 1 095                  | 1 136                  | 1 073                  | 1 138                  |

- Número de habitantes "residentes", ou seja, que tinham a residência oficial neste município à data em que os censos  se realizaram.

- - De 1900 a 1950 os dados referem-se à população "de facto", ou seja, que estava presente no município à data em que os censos se realizaram. Daí que se registem algumas diferenças relativamente à designada população residente

## Política

### Eleições autárquicas[9]
| Data | %     | V     | %      | V      | %     | V  | %            | V            | %              | V       | %              | V   | %              | V   | %   | V   | %  | V  | Participação |                |
| Data | PS    | PS    | CDS-PP | CDS-PP | AD    | AD | FEPU/APU/CDU | FEPU/APU/CDU | PPD/PSD        | PPD/PSD | PRD            | PRD | PSN            | PSN | IND | IND | CH | CH | Participação |                |
| ---- | ----- | ----- | ------ | ------ | ----- | -- | ------------ | ------------ | -------------- | ------- | -------------- | --- | -------------- | --- | --- | --- | -- | -- | ------------ | -------------- |
| Data | 1976  | 48,54 | 3      | 38,97  | 2     |    |              |              |                |         |                |     |                |     |     |     |    |    |              | 61,92 / 100,00 |
| 1979 | 62,25 | 3     | AD     | AD     | 31,26 | 2  | 1,74         | -            | AD             | AD      | 80,36 / 100,00 |     |                |     |     |     |    |    |              |                |
| 1982 | 63,42 | 4     | AD     | AD     | 27,64 | 1  | 2,66         | -            | AD             | AD      | 73,52 / 100,00 |     |                |     |     |     |    |    |              |                |
| 1985 | 64,90 | 4     |        |        |       |    | 2,35         | -            | 18,41          | 1       | 9,57           | -   | 75,37 / 100,00 |     |     |     |    |    |              |                |
| 1989 | 58,09 | 3     | 2,56   | -      | 35,03 | 2  |              |              | 75,45 / 100,00 |         |                |     |                |     |     |     |    |    |              |                |
| 1993 | 41,94 | 2     | 1,38   | -      | 49,68 | 3  | 3,76         | -            | 78,26 / 100,00 |         |                |     |                |     |     |     |    |    |              |                |
| 1997 | 25,82 | 1     | 2,02   | -      | 69,26 | 4  |              |              | 77,14 / 100,00 |         |                |     |                |     |     |     |    |    |              |                |
| 2001 | 24,31 | 1     | 2,32   | -      | 2,01  | -  | 67,28        | 4            | 75,46 / 100,00 |         |                |     |                |     |     |     |    |    |              |                |
| 2005 | 33,42 | 2     | 2,19   | -      | 1,95  | -  | 58,89        | 3            | 78,48 / 100,00 |         |                |     |                |     |     |     |    |    |              |                |
| 2009 | 39,12 | 2     |        |        | 2,11  | -  | 55,41        | 3            | 76,12 / 100,00 |         |                |     |                |     |     |     |    |    |              |                |
| 2013 | 23,98 | 1     | 2,55   | -      | 49,58 | 3  | 19,19        | 1            | 73,94 / 100,00 |         |                |     |                |     |     |     |    |    |              |                |
| 2017 | 36,06 | 2     | 3,11   | -      | 56,13 | 3  |              |              | 73,32 / 100,00 |         |                |     |                |     |     |     |    |    |              |                |
| 2021 | 43,35 | 2     | 0,60   | -      | 2,33  | -  | 45,22        | 3            | 4,91           | -       | 72,48 / 100,00 |     |                |     |     |     |    |    |              |                |

### Eleições legislativas
| Data | %     | %     | %     | %    | %     | %     | %        | %     | %     | %     | %    | %   | %       | % | %  | %  |
| Data | PS    | CDS   | PSD   | PCP  | UDP   | AD    | APU/ CDU | FRS   | PRD   | PSN   | BE   | PAN | PSD CDS | L | CH | IL |
| ---- | ----- | ----- | ----- | ---- | ----- | ----- | -------- | ----- | ----- | ----- | ---- | --- | ------- | - | -- | -- |
| 1976 | 35,14 | 27,10 | 19,04 | 5,18 | 0,96  |       |          |       |       |       |      |     |         |   |    |    |
| 1979 | 26,31 | AD    | AD    | APU  | 2,17  | 51,05 | 9,50     |       |       |       |      |     |         |   |    |    |
| 1980 | FRS   | AD    | AD    | APU  | 0,97  | 47,01 | 7,85     | 33,91 |       |       |      |     |         |   |    |    |
| 1983 | 45,36 | 18,91 | 18,15 | APU  | 0,63  |       | 7,80     |       |       |       |      |     |         |   |    |    |
| 1985 | 20,99 | 14,79 | 24,30 | APU  | 1,57  | 6,33  | 22,88    |       |       |       |      |     |         |   |    |    |
| 1987 | 21,46 | 4,09  | 55,08 | CDU  | 1,12  | 3,86  | 6,03     |       |       |       |      |     |         |   |    |    |
| 1991 | 27,95 | 5,08  | 52,19 | CDU  |       | 2,69  | 1,35     | 3,80  |       |       |      |     |         |   |    |    |
| 1995 | 47,70 | 7,16  | 37,54 | CDU  | 0,51  | 2,66  |          | 0,68  |       |       |      |     |         |   |    |    |
| 1999 | 43,82 | 7,33  | 39,15 | CDU  |       | 3,68  | 0,50     | 1,45  |       |       |      |     |         |   |    |    |
| 2002 | 34,94 | 8,99  | 47,35 | CDU  | 2,98  |       | 2,01     |       |       |       |      |     |         |   |    |    |
| 2005 | 45,36 | 7,12  | 32,84 | CDU  | 3,31  | 5,50  |          |       |       |       |      |     |         |   |    |    |
| 2009 | 29,48 | 11,57 | 37,08 | CDU  | 4,46  | 8,91  |          |       |       |       |      |     |         |   |    |    |
| 2011 | 22,30 | 12,39 | 45,48 | CDU  | 4,78  | 4,58  | 0,84     |       |       |       |      |     |         |   |    |    |
| 2015 | 32,68 | PSD   | CDS   | CDU  | 6,11  | 11,93 | 1,58     | 38,21 | 0,33  |       |      |     |         |   |    |    |
| 2019 | 35,71 | 4,44  | 28,53 | CDU  | 4,17  | 10,71 | 3,94     |       | 0,96  | 1,24  | 0,46 |     |         |   |    |    |
| 2022 | 40,16 | 1,85  | 31,24 | CDU  | 3,37  | 4,16  | 2,40     | 0,65  | 10,07 | 2,17  |      |     |         |   |    |    |
| 2024 | 30,92 | AD    | AD    | CDU  | 30,29 | 3,14  | 4,48     | 2,05  | 2,68  | 19,27 | 2,26 |     |         |   |    |    |

## Equipamentos
- Centro Cultural Gil Vicente

## Gastronomia
O património gastronómico de Sardoal é essencialmente conhecido pelas suas tigeladas, Cozinha fervida e Couve de Valhascos. Não esquecendo os seus vinhos. 

## Vida associativa e comunitária
No Sardoal existem diversas associações ativas e relevantes na vida da comunidade, entre as quais as seguintes: 
- Filarmónica União Sardoalense
- GETAS – Grupo Experimental de Teatro Amador de Sardoal